# Jasmina Perazić
Jasmina Perazić (nacida el 9 de diciembre de 1960 en Novi Sad, Yugoslavia) es una exjugadora de baloncesto serbia. Consiguió 2 medallas en competiciones oficiales con Yugoslavia.